# Все включено (фільм)
«Все включено» або «Гра Ва-Банк», англ. All In — американський фільм 2006 року.

## Сюжет
Батько Алісії Андерсон завзятий гравець в покер, з раннього дитинства дівчинці довелося осягати премудрості цієї гри. Після того, як батько Алісії гине в автомобільній аварії, дівчинка кидає свої уроки техаського покеру. Через багато років вона вступає до коледжу і знайомиться зі студентами, які збирають команду для гри в покер. Ось тут-то Алісії і знадобляться уроки, які в дитинстві давав їй батько. Ставки в грі стають все вище, батько вчив свою дочку завжди йти до кінця.

## У ролях
| Актор                | Роль                  |
| -------------------- | --------------------- |
| Домінік Свейн        | Алісія «Ейс» Андерсон |
| Майкл Медсен         | Сел                   |
| Луїс Госсет молодший | Капс                  |
| Джеймс Руссо         | доктор Пеннінгтон     |
| Коллін Порш          | доктор Редмонд        |
| Скотт Вайт           | Барретт               |
| Мішель Ломбардо      | Жасмин                |
| Крістен Міллер       | Кеті                  |
| Крістофер Бакус      | Піт                   |
| Йохан Урб            | Джейк                 |
| Хейлі Дюмон          | Аліса                 |
| Авріель Корті        | молода Ейс            |
| Лео Россі            | доктор Гамільтон      |